# Gare de Fretin
Ne doit pas être confondu avec Gare de Calais - Fréthun.
La gare de Fretin est une gare ferroviaire française de la ligne de Fives à Hirson, située sur le territoire de la commune de Fretin dans le département du Nord, en région Hauts-de-France.
C'est une halte voyageurs de la Société nationale des chemins de fer français (SNCF) desservie par des trains TER Hauts-de-France.

## Situation ferroviaire
Établie à 33 mètres d'altitude, la gare de Fretin est située au point kilométrique (PK) 10,252 de la ligne de Fives à Hirson, entre les gares de Lesquin et d'Ennevelin.

## Histoire
Le premier projet de tracé présenté par la Compagnie du chemin de fer de Lille à Valenciennes, approuvé le 5 juin 1867, précise l'emplacement de la station de Fretin.

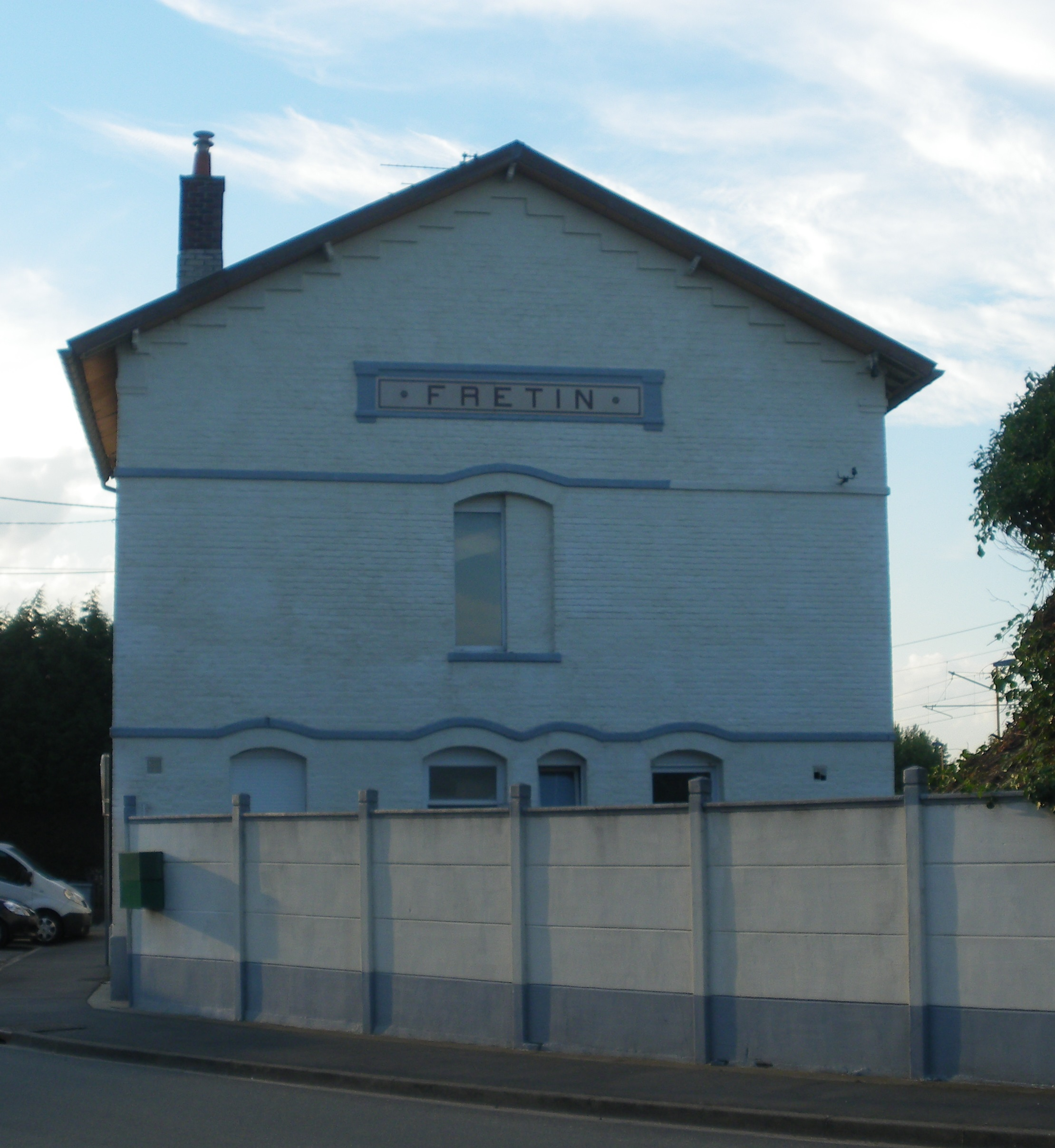
Vue de l'ancien bâtiment voyageurs de la gare de Fretin.

## Service des voyageurs

### Accueil
Halte SNCF, c'est un point d'arrêt non géré (PANG) à accès libre. Elle est équipée d'automates pour l'achat de titres de transport.

### Desserte
Fretin est desservie par des trains TER Hauts-de-France, qui effectuent des missions omnibus C60 entre les gares de Lille-Flandres et de Valenciennes.

### Intermodalité

#### Réseau cars et bus
La gare de Fretin est desservie par la ligne 870 du réseau interdépartemental de cars Arc-en-Ciel. Elle est aussi joignable par transports sur réservation du réseau urbain Ilévia.

#### Voiture
Un parking libre d’accès et ouvert 24h/24 et 7j/7 situé Rue Marx Dormoy bénéficiant d'une capacité d'environ 40 places peut être utilisé pour se rendre à la gare.